# ما وراء الحدود
ما وراء الحدود (باليابانية: 境界の彼方، بالروماجي: Kyōkay no Kanata) هي سلسلة رواية خفيفة يابانية من تأليف ناغومو توري، صدرت في 9 يونيو عام 2012 حتى 18 ديسمبر عام 2013 وتكون من ثلاثة مجلدات، قام استوديو كيوتو أنيميشن بإنتاجها إلى أنمي تلفزيوني، عرض الانمي في 2 أكتوبر عام 2013  وانتهى عرضه في 18 ديسمبر عام 2013، يتكون 12 حلقة + 1 أوفا من تأليف جوكي هانادا، قام استوديو كيوتو أنيميشن بإنتاج فلمين للانمي.

## القصة
تدور أحداث القصة عن عالم توجد فيه مخلوقات تسمى (يومو) وهي مخلوقات تتغذى على مشاعر البشر السلبية مثل الكره والحقد. (ميراي كورياما) فتاة من عائلة الملعونة ارسلت من قبل قادة محاربي عالم الأرواح لتقتل فتى اسمه (أكيهيتو كانبارا) هو نصف انسان ونصف يومو. وفي أحد الأيام كانت (ميراي كورياما) تقف على السطح بانتظار (أكيهيتو كانبارا) في وقت خروجه من المدرسة لتقتله. خرج (أكيهيتو كانبارا) من المدرسة فرأى فتاة تقف على حافة السطح فظن أنها تريد الانتحار فركض بسرعة وصعد فوق السطح وحاول اقناعها بعدم الانتحار فقفزت (ميراي كورياما) في الهواء وهجمة عليه وطعنته في بطنه بسيف مصنوع من الدم خرج من جرح في يدها ولكن (أكيهيتو كانبارا) لم يمت لأنه نصف انسان ونصف يومو. وفي اليوم الثاني عادت تحاول قتله من جديد.

## الشخصيات

### الرئيسية
أكيهيتو كانبارا (باليابانية: 神原 秋人، بالروماجي: Kanbara Akihito)
مؤدي الصوت : كين
مي تاناكا (أيام الطفولة)
ميراي كورياما (باليابانية: 栗山 未来، بالروماجي: Kuriyama Mirai)
مؤدية الصوت : ريسا تاندا
ميتسوكي ناسي (باليابانية: 名瀬 美月، بالروماجي: Nase Mitsuki)
مؤدية الصوت : مينوري تشيهارا
هيرومي ناسي (باليابانية: 名瀬 博臣، بالروماجي: Nase Hiroomi)
مؤدي الصوت : تاتسوهيسا سوزوكي
 أياني ساكورا (أيام الطفولة)

### محاربي عالم الارواح
شيزوكو نينوميا (باليابانية: 二ノ宮 雫، بالروماجي: Ninomiya Shizuku)
مؤدية الصوت : أكينو واتانابي
يايوي كانبارا (باليابانية: 神原 弥生، بالروماجي: Kanbara Yayoi)
مؤدية الصوت : هيرومي كونو
إيزومي ناسي (باليابانية: 名瀬 泉، بالروماجي: Nase Izumi)
مؤدية الصوت : أياكو كاواسومي
مايا مينيغيشي (باليابانية: 峰岸 舞耶، بالروماجي: Minegishi Maya)
يو ماشيرو (باليابانية: 真城 優斗، بالروماجي: Mashiro Yu)

### آخرون
ميروكو فوجيما (باليابانية: 藤真 弥勒، بالروماجي: Fujima Miroku)
مؤدي الصوت : ماسايا ماتسكازي
أوكيو كوسونوكي (باليابانية: 楠木 右京، بالروماجي: Kusunoki Ukyo)
كيكيو ناغاميزو (باليابانية: 永水 桔梗، بالروماجي: Nagamizu Kikyō)
أياكا شيندو (باليابانية: 新堂 彩華، بالروماجي: Shindō Ayaka)
مؤدية الصوت : ناومي شيندو
آي شيندو (باليابانية: 新堂 愛، بالروماجي: Shindō Ai)
مؤدية الصوت : يوري ياماوكا
يوي إينامي (باليابانية: 伊波 唯، بالروماجي: Inami Yui)
مؤدية الصوت : سايوري ياهاغي
ساكورا إينامي (باليابانية: 伊波 桜، بالروماجي: Inami Sakura)
مؤدية الصوت : موي تويوتا
إيوري إيتشينوميا (باليابانية: 一ノ宮 庵، بالروماجي: Ichinomiya Iori)
كانا شينوزاكي (باليابانية: 篠崎 夏菜، بالروماجي: Shinozaki Kana)

## وصلات خارجية
- Light novel official website (باليابانية)
- Anime series official website (باليابانية)
- Anime film official website (باليابانية)

لم يتم العثور على روابط لمواقع التواصل الاجتماعي.